# Корбініан Гольцер
Корбініан Гольцер (нім. Korbinian Holzer; 16 лютого 1988, м. Мюнхен, Німеччина) — німецький хокеїст, захисник. Виступає за «Анагайм Дакс» у Національній хокейній лізі.
Виступав за ХК «Бад Тельц», ХК «Регенсбург», ДЕГ «Дюссельфдор», «Торонто Мейпл-Ліфс», «Торонто Марліз» (АХЛ).
В чемпіонатах НХЛ — 58 матчів (2+7)
У складі національної збірної Німеччини учасник зимових Олімпійських ігор 2010 (4 матчі, 0+0), учасник чемпіонатів світу 2010 і 2011 (15 матчів, 0+1). У складі молодіжної збірної Німеччини учасник чемпіонатів світу 2007 і 2008 (дивізіон I). У складі юніорської збірної Німеччини учасник чемпіонатів світу 2005 і 2006.